# Rambla Nova de Tarragona

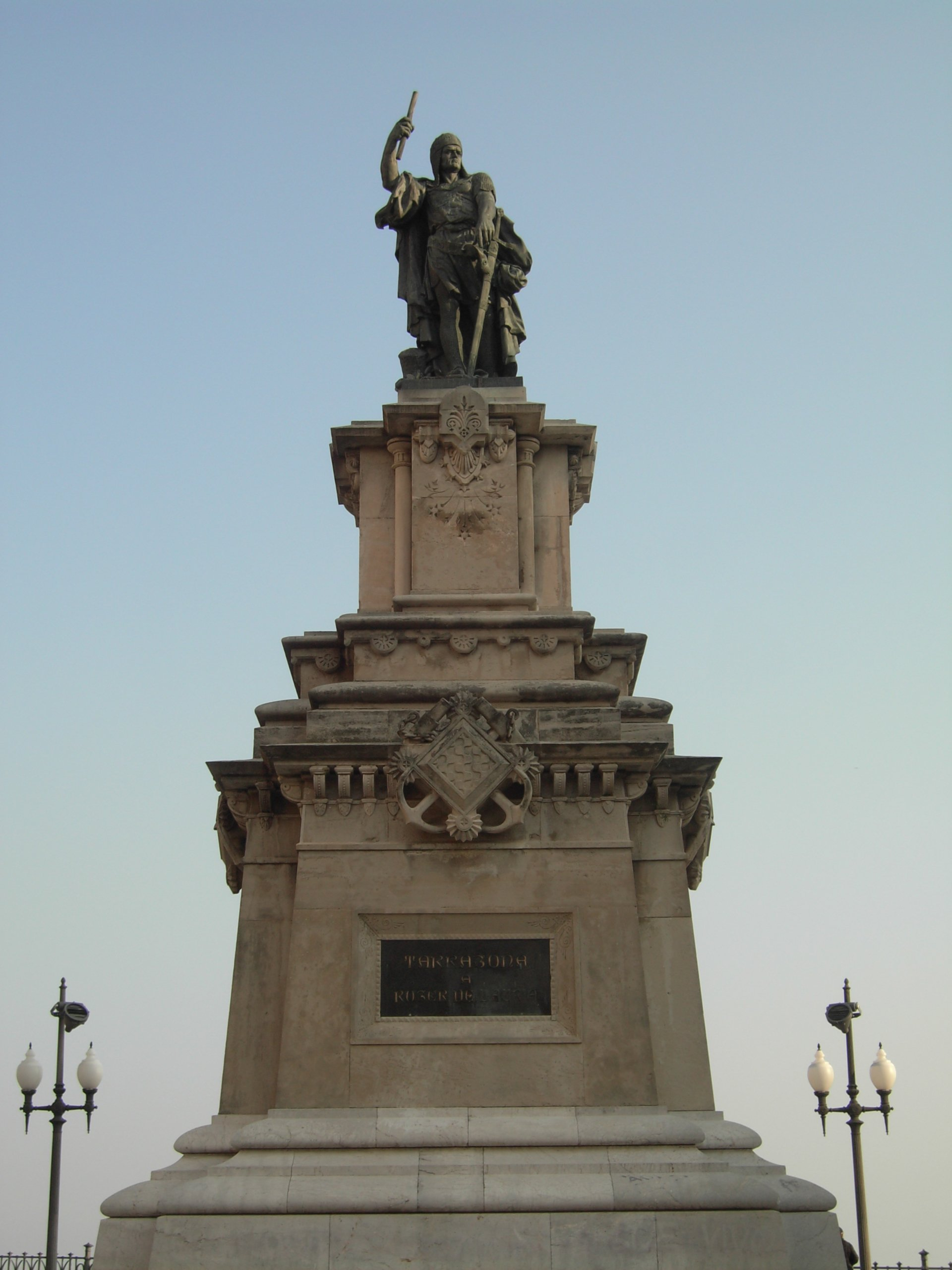
Estàtua de Roger de Llúria a la Rambla Nova de Tarragona

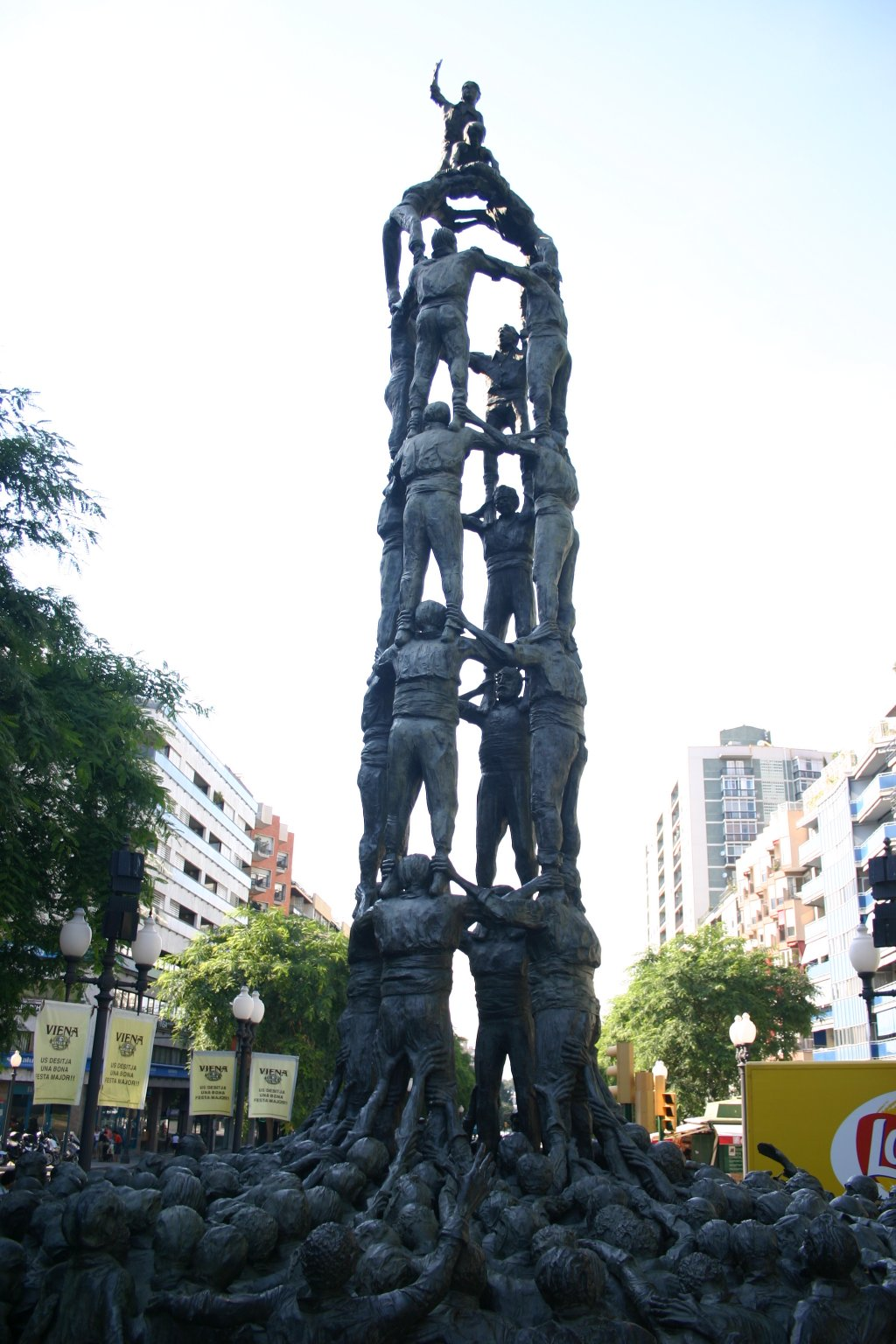
Monument als castellers

La Rambla Nova és una avinguda de 45 m d'amplada que travessa la ciutat moderna de Tarragona de sud-est a nord-oest (700 m de llargada). Presenta un ampli passeig central amb arbres i calçades laterals per als automòbils. Va de la plaça de la Imperial Tàrraco (a l'oest) al Balcó del Mediterrani (a l'est), un mirador sobre el mar on els tarragonins van "a tocar ferro". Rebé el nom per analogia amb la Rambla de Barcelona, ja que no és cap antiga riera: el punt més proper al mar, el balcó del Mediterrani, és el més alt del passeig (42 m sobre el nivell del mar), mentre que la plaça de la Imperial Tàrraco està a 24 m sobre el nivell del mar.
Es tracta de l'eix central de l'Eixample tarragoní. Pel que fa a les seves arquitectures, es tracta d'un eix privilegiat, ja que quasi totes elles són de gran qualitat i defineixen un moment i una època. Cal destacar també les escultures disposades a la zona central com ara el monument a Roger de Llúria, als Herois de 1811 (popularment estàtua dels despullats) i la Font del Centenari.
La Rambla Nova es començà a construir el 18 d'agost de 1854, any de l'enderrocament de la muralla de Sant Joan. El projecte d'urbanització es deu a Josep Criviller, guanyador el 1854 d'un concurs públic organitzat per l'Ajuntament a fi de portar a terme la unió entre les parts alta i baixa de la ciutat. Després de moltes dificultats, amb la mort de l'autor, el projecte definitivament aprovat el 1857, d'Àngel Romero, és una reforma i millora del croquis de Criviller.
Al principi es coneixia com l'"Esplanada", però més tard rebé el nom de Rambla de Sant Joan en record de l'antic tram de muralla que hi transcorria. L'any 1899, any de la mort d'Emilio Castelar, es va posar el nom de Rambla de Castelar al tram entre el carrer de Sant Agustí i el Balcó. Més tard s'anomenà Rambla Nova, i el 1931, amb l'adveniment de la Segona República, rebé el nom de Rambla 14 d'abril. Després de la Guerra Civil s'anomenà Rambla del Generalísimo Franco. El tram entre la plaça de la Imperial Tàrraco i la font del Centenari va rebre el nom d'Avenida Conde de Vallellano, en honor de Fernando Suárez de Tangil, ministre d'Obres Públiques (1951-1957). Finalment, a la dècada dels 70 es va recuperar el nom actual de Rambla Nova per a tot el passeig des de la plaça de la Imperial Tàrraco fins al Balcó.
L'any 2006 es va inaugurar un nou tram de la Rambla, al llarg de l'avinguda del President Lluís Companys i l'avinguda del President Francesc Macià, i que culmina a la plaça de les Corts Catalanes. Amb aquest nou tram la Rambla va passar a tenir gairebé 2.000 m de longitud i va esdevenir un passeig des del riu Francolí fins al mar Mediterrani.

## Edificis destacats
- Casa Salas Ricomà, modernista (1907).
- Edifici de la Punxa o Casa Escorsa, eclèctic.
- Col·legi de les Teresianes, noucentista català (1922).
- L'edifici de l'Enher, eclèctic neoclàssic (1927).
- Banc d'Espanya, neoclàssic (1928)
- Edifici d'habitatges de La Caixa, post-racionalista (1951-1953).
- Edifici del Banc Atlàntic, el més alt de Tarragona.

## Escultures i monuments
- El monument a Roger de Llúria, al costat del Balcó del Mediterrani. La Diputació de Tarragona va adquirir l'estàtua, obra de Feliu Ferrer i Galzeran, el 9 d'abril de 1886. El pedestal el va dissenyar l'arquitecte Ramon Salas i Ricomà. El dia de Santa Tecla de 1889 es va inaugurar oficialment el monument, amb la polèmica sobre si l'almirall havia de mirar al mar (i donar, per tant, l'esquena a la ciutat) o bé s'havia de col·locar encarat cap a la Rambla. Finalment es va optar per aquesta darrera opció.
- El monument a la sardana (1973), una escultura de marbre de Josep Maria Brull, que recorda que en aquell any Tarragona fou Ciutat Pubilla de la Sardana.
- L'avi Virgili (1995), una escultura de bronze de l'artista montblanquí Josep Agustí que representa l'impressor tarragoni Josep-Pau Virgili i Sanromà (1895-1993), assegut en un dels bancs del passeig.
- L'escultura de bronze en homenatge a l'arquitecte Josep Maria Jujol i Gibert (2024), obra de Joan Serramià, situada davant del Teatre Metropol.[3]
- El monument als herois de 1811, obra de l'escultor Julio Antonio, i coneguda popularment com "els despullats". Aquest monument fou encarregat per commemorar el primer centenari del setge i saqueig de la ciutat per les tropes de Napoleó durant la Guerra del Francès. Representa la matrona Tàrraco agafant amb els seus braços els herois de guerra. El fet que les escultures representessin persones nues va causar molta polèmica entre la societat de l'època, i l'escultura es va desar en un magatzem municipal durant molts anys. L'any 1931 es va instal·lar definitivament al seu emplaçament actual.
- La font del Centenari, instal·lada per commemorar el centenari de la Rambla Nova. Obra de Josep Viladomat, representa els quatre punts cardinals i es va inaugurar el 15 d'agost de 1954 allí on llavors acabava la Rambla.
- El monument als Castellers (1999), de Francesc Anglès, representa un 4 de 8 format per 250 figures.
- L'estàtua a Lluís Companys (2005), una obra de bronze de Bruno Gallart, representa el qui fou president de la Generalitat, afusellat el 1940.
- La Torre dels Vents (2006), dissenyada per Antoni Mas Castelltort, a la plaça de les Corts Catalanes.